# Campeonato Carioca 1919
In 1919 werd het veertiende Campeonato Carioca gespeeld voor voetbalclubs uit de Braziliaanse stad Rio de Janeiro, die toen de hoofdstad was. De competitie werd gespeeld van 8 juni 1919 tot 6 januari 1920. Fluminense werd kampioen. 
Op 29 juni versloeg São Cristóvão Mangueira met 11-1, het was de hoogste overwinning ooit in het Campeonato Carioca, een record wat nog steeds niet verbroken is. 

## Eindstand
| Plaats | Club             | Wed. | W  | G | V  | Saldo | Ptn. |
| ------ | ---------------- | ---- | -- | - | -- | ----- | ---- |
| 1.     | Fluminense       | 18   | 17 | 0 | 1  | 68:19 | 34   |
| 2.     | Flamengo         | 18   | 13 | 2 | 3  | 51:21 | 28   |
| 3.     | Botafogo         | 18   | 11 | 2 | 5  | 51:33 | 24   |
| 4.     | São Cristóvão AC | 18   | 9  | 5 | 4  | 48:26 | 23   |
| 5.     | Bangu            | 18   | 8  | 0 | 10 | 24:38 | 16   |
| 6.     | America          | 18   | 7  | 1 | 10 | 42:38 | 15   |
| 7.     | Villa Isabel     | 18   | 6  | 2 | 10 | 35:47 | 14   |
| 8.     | Andarahy         | 18   | 5  | 2 | 11 | 27:40 | 12   |
| 9.     | Mangueira        | 18   | 3  | 3 | 12 | 21:66 | 9    |
| 10.    | Carioca          | 18   | 1  | 3 | 14 | 24:63 | 5    |

|  | Kampioen            |
|  | Degradatie play-off |

### Degradatie Play-off
|                 |         |       |           |                             |
| 11 januari 1920 | Carioca | 4 – 1 | Palmeiras | Laranjeiras, Rio de Janeiro |
| 11 januari 1920 |         |       |           | Laranjeiras, Rio de Janeiro |

|               |           |       |         |                                   |
| 21 maart 1920 | Palmeiras | 4 – 2 | Carioca | Rua Campos Salles, Rio de Janeiro |
| 21 maart 1920 |           |       |         | Rua Campos Salles, Rio de Janeiro |

### Kampioen
| Campeonato Carioca de 1919     |
| Rio de Janeiro                 |
| ------------------------------ |
| FLUMINENSE Kampioen (8° titel) |